# Ligne principale Tōhoku
La ligne principale Tōhoku (東北本線, Tōhoku-honsen) est une ligne de train japonaise exploitée par la JR East. Cette ligne relie actuellement Tokyo à Morioka en passant par Sendai. Autrefois, la ligne allait jusqu'à Aomori. La partie Morioka - Aomori a été transférée à d'autres compagnies lors du prolongement de la ligne Shinkansen Tōhoku sur ce même tronçon. La ligne suit la plupart du temps la ligne Shinkansen Tōhoku.

## Histoire
La ligne principale de Tōhoku est l'une des plus anciennes lignes de chemin de fer du Japon. Le premier tronçon entre Ueno et Kumagaya est ouvert le 28 juillet 1883 par le chemin de fer Nippon (日本鉄道, Nippon Tetsudō).
En 1885, la ligne est prolongée à Utsunomiya, mais jusqu'en 1886, le fleuve Tone devait être traversé en bateau le temps de la construction d'un pont. La ligne s'est ensuite progressivement étendue plus au nord; à Kōriyama, Sendai, Ichinoseki et Morioka. En 1891, le tronçon entre Morioka et Aomori est ouvert, formant la plus longue ligne ferroviaire continue du Japon.
En 1906, la ligne est nationalisée et devient la ligne principale de Tōhoku exploitée par la Société gouvernementale des chemins de fer japonais. Lorsque la gare de Tokyo ouvre en 1914, la ligne principale de Tōhoku est prolongée d'Ueno à la nouvelle gare. Jusque dans les années 1970, ce tronçon était utilisé par des trains qui effectuaient des services interconnectés entre les lignes Tōhoku et Tōkaidō. Cependant, pour permettre l'arrivée de la ligne Shinkansen Tōhoku en gare de Tokyo, une partie de ce tronçon est démantelée, ne laissant de la place que pour les lignes Keihin-Tōhoku et Yamanote.
En 2002, à la suite du prolongement de la ligne Shinkansen Tōhoku à Hachinohe, le tronçon Morioka - Metoki est transféré à la compagnie Iwate Galaxy Railway et le tronçon Metoki - Hachinohe à la compagnie Aoimori Railway. Cette dernière récupère le tronçon Hachinohe - Aomori en 2010 après le prolongement de la ligne Shinkansen Tōhoku à Shin-Aomori.
Avec l'ouverture de la ligne Ueno-Tokyo en mars 2015, la plupart des trains de la ligne Tōhoku circulent à nouveau directement sur la ligne principale Tōkaidō via la gare de Tokyo, à l'exception de certains trains aux heures de pointe qui sont terminus en gare d'Ueno.

## Caractéristiques

### Ligne
- longueur :
  - Tokyo - Morioka : 535,3 km
  - Nippori - Akabane : 7,6 km
  - Akabane - Ōmiya  : 18,0 km (utilisé par la ligne Saikyō)
  - Nagamachi - Higashi-Sendai : 6,6 km
  - Iwakiri - Rifu : 4,2 km
  - raccord Senseki-Tōhoku : 0,3 km
- écartement des voies : 1 067 mm
- nombre de voies : 
  - Double voie ou plus : Tokyo - Ōmiya
  - Double voie : Ōmiya - Morioka

- électrification : 
  - 1 500 Vcc de Tokyo à Kuroiso
  - 20 000 V - 50 Hz de Kuroiso à Morioka
- vitesse maximale : 120 km/h

### Liste des gares

#### Tokyo - Kuroiso
Cette partie de la ligne est aussi appelée ligne Utsunomiya.
| Gare                | Nom japonais   | Distance depuis Tokyo (km) | Correspondances | Localisation | Localisation          |
| ------------------- | -------------- | -------------------------- | --- | ------------ | --------------------- |
| Tokyo               | 東京           | 0                          | JR Central : Tōkaidō Shinkansen JR East : Tōhoku Shinkansen, Yamanote, Chūō, Sōbu, Tōkaidō, Keihin-Tōhoku, Keiyō, Yokosuka Tokyo Metro : Marunouchi | Chiyoda      | Tokyo                 |
| Ueno                | 上野           | 3,6                        | JR East : Tōhoku Shinkansen, Jōban, Keihin-Tōhoku, Yamanote Tokyo Metro: Ginza, Hibiya                                                              | Taitō        | Tokyo                 |
| Oku                 | 尾久           | 8,4                        | | Kita         | Tokyo                 |
| Akabane             | 赤羽           | 13,2                       | JR East : Keihin-Tōhoku, Saikyō, Shōnan-Shinjuku | Kita         | Tokyo                 |
| Urawa               | 浦和           | 24,2                       | JR East : Keihin-Tōhoku | Saitama      | Préfecture de Saitama |
| Saitama-Shintoshin  | さいたま新都心 | 28,7                       | JR East : Keihin-Tōhoku | Saitama      | Préfecture de Saitama |
| Ōmiya               | 大宮           | 30,3                       | JR East : Jōetsu Shinkansen, Tōhoku Shinkansen, Kawagoe, Keihin-Tōhoku, Saikyō, Shōnan-Shinjuku, Takasaki Tōbu : Urban Park New Shuttle             | Saitama      | Préfecture de Saitama |
| Toro                | 土呂           | 33,3                       | | Saitama      | Préfecture de Saitama |
| Higashi-Ōmiya       | 東大宮         | 35,4                       | | Saitama      | Préfecture de Saitama |
| Hasuda              | 蓮田           | 39,2                       | | Hasuda       | Préfecture de Saitama |
| Shiraoka            | 白岡           | 43,5                       | | Shiraoka     | Préfecture de Saitama |
| Shin-Shiraoka       | 新白岡         | 45,9                       | | Shiraoka     | Préfecture de Saitama |
| Kuki                | 久喜           | 48,9                       | Tōbu : Isesaki | Kuki         | Préfecture de Saitama |
| Higashi-Washinomiya | 東鷲宮         | 51,6                       | | Kuki         | Préfecture de Saitama |
| Kurihashi           | 栗橋           | 57,2                       | Tōbu : Nikkō | Kuki         | Préfecture de Saitama |
| Koga                | 古河           | 64,7                       | | Koga         | Préfecture d'Ibaraki  |
| Nogi                | 野木           | 69,4                       | | Nogi         | Préfecture de Tochigi |
| Mamada              | 間々田         | 73,3                       | | Oyama        | Préfecture de Tochigi |
| Oyama               | 小山           | 80,6                       | JR East : Tōhoku Shinkansen, Mito, Ryōmō | Oyama        | Préfecture de Tochigi |
| Koganei             | 小金井         | 88,1                       | | Shimotsuke   | Préfecture de Tochigi |
| Jichi-idai          | 自治医大       | 90,7                       | | Shimotsuke   | Préfecture de Tochigi |
| Ishibashi           | 石橋           | 95,4                       | | Shimotsuke   | Préfecture de Tochigi |
| Suzumenomiya        | 雀宮           | 101,8                      | | Utsunomiya   | Préfecture de Tochigi |
| Utsunomiya          | 宇都宮         | 109,5                      | JR East : Tōhoku Shinkansen, Nikkō | Utsunomiya   | Préfecture de Tochigi |
| Okamoto             | 岡本           | 115,7                      | | Utsunomiya   | Préfecture de Tochigi |
| Hōshakuji           | 宝積寺         | 121,2                      | JR East : Karasuyama | Takanezawa   | Préfecture de Tochigi |
| Ujiie               | 氏家           | 127,1                      | | Sakura       | Préfecture de Tochigi |
| Kamasusaka          | 蒲須坂         | 131,6                      | | Sakura       | Préfecture de Tochigi |
| Kataoka             | 片岡           | 135,5                      | | Yaita        | Préfecture de Tochigi |
| Yaita               | 矢板           | 141,8                      | | Yaita        | Préfecture de Tochigi |
| Nozaki              | 野崎           | 146,6                      | | Ōtawara      | Préfecture de Tochigi |
| Nishi-Nasuno        | 西那須野       | 151,8                      | | Nasushiobara | Préfecture de Tochigi |
| Nasushiobara        | 那須塩原       | 157,8                      | JR East : Tōhoku Shinkansen | Nasushiobara | Préfecture de Tochigi |
| Kuroiso             | 黒磯           | 163,3                      | | Nasushiobara | Préfecture de Tochigi |

#### Kuroiso - Sendai
| Gare              | Nom japonais | Distance depuis Tokyo (km) | Correspondances | Localisation | Localisation            |
| ----------------- | ------------ | -------------------------- | --- | ------------ | ----------------------- |
| Kuroiso           | 黒磯         | 163,3                      | | Nasushiobara | Préfecture de Tochigi   |
| Takaku            | 高久         | 167,3                      | | Nasu         | Préfecture de Tochigi   |
| Kurodahara        | 黒田原       | 171,5                      | | Nasu         | Préfecture de Tochigi   |
| Toyohara          | 豊原         | 176,7                      | | Nasu         | Préfecture de Tochigi   |
| Shirasaka         | 白坂         | 182,0                      | | Shirakawa    | Préfecture de Fukushima |
| Shin-Shirakawa    | 新白河       | 185,4                      | JR East : Tōhoku Shinkansen                                                                                             | Nishigō      | Préfecture de Fukushima |
| Shirakawa         | 白河         | 188,2                      | | Shirakawa    | Préfecture de Fukushima |
| Kutano            | 久田野       | 192,9                      | | Shirakawa    | Préfecture de Fukushima |
| Izumizaki         | 泉崎         | 197,4                      | | Izumizaki    | Préfecture de Fukushima |
| Yabuki (ja)       | 矢吹         | 203,4                      | | Yabuki       | Préfecture de Fukushima |
| Kagamiishi        | 鏡石         | 208,8                      | | Kagamiishi   | Préfecture de Fukushima |
| Sukagawa          | 須賀川       | 215,1                      | | Sukagawa     | Préfecture de Fukushima |
| Asaka-Nagamori    | 安積永盛     | 221,8                      | JR East : Suigun | Kōriyama     | Préfecture de Fukushima |
| Kōriyama          | 郡山         | 226,7                      | JR East : Tōhoku Shinkansen, Banetsu Est, Banetsu Ouest, Suigun                                                         | Kōriyama     | Préfecture de Fukushima |
| Hiwada            | 日和田       | 232,4                      | | Kōriyama     | Préfecture de Fukushima |
| Gohyakugawa       | 五百川       | 236,9                      | | Motomiya     | Préfecture de Fukushima |
| Motomiya (ja)     | 本宮         | 240,7                      | | Motomiya     | Préfecture de Fukushima |
| Sugita            | 杉田         | 246,6                      | | Nihonmatsu   | Préfecture de Fukushima |
| Nihonmatsu        | 二本松       | 250,3                      | | Nihonmatsu   | Préfecture de Fukushima |
| Adachi            | 安達         | 254,5                      | | Nihonmatsu   | Préfecture de Fukushima |
| Matsukawa         | 松川         | 259,5                      | | Fukushima    | Préfecture de Fukushima |
| Kanayagawa        | 金谷川       | 264,0                      | | Fukushima    | Préfecture de Fukushima |
| Minami-Fukushima  | 南福島       | 269,4                      | | Fukushima    | Préfecture de Fukushima |
| Fukushima         | 福島         | 272,8                      | JR East : Tōhoku Shinkansen, Yamagata Shinkansen, Ōu Fukushima Transportation : Iizaka AbukumaExpress : Abukuma Express | Fukushima    | Préfecture de Fukushima |
| Higashi-Fukushima | 東福島       | 278,8                      | | Fukushima    | Préfecture de Fukushima |
| Date              | 伊達         | 281,9                      | | Date         | Préfecture de Fukushima |
| Kōri              | 桑折         | 285,9                      | | Kōri         | Préfecture de Fukushima |
| Fujita            | 藤田         | 289,3                      | | Kunimi       | Préfecture de Fukushima |
| Kaida             | 貝田         | 294,9                      | | Kunimi       | Préfecture de Fukushima |
| Kosugō            | 越河         | 298,6                      | | Shiroishi    | Préfecture de Miyagi    |
| Shiroishi         | 白石         | 306,8                      | | Shiroishi    | Préfecture de Miyagi    |
| Higashi-Shiroishi | 東白石       | 311,0                      | | Shiroishi    | Préfecture de Miyagi    |
| Kita-Shirakawa    | 北白川       | 315,3                      | | Shiroishi    | Préfecture de Miyagi    |
| Ōgawara           | 大河原       | 320,1                      | | Ōgawara      | Préfecture de Miyagi    |
| Funaoka           | 船岡         | 323,1                      | | Shibata      | Préfecture de Miyagi    |
| Tsukinoki         | 槻木         | 327,7                      | AbukumaExpress : Abukuma Express                                                                                        | Shibata      | Préfecture de Miyagi    |
| Iwanuma           | 岩沼         | 334,2                      | JR East : Jōban | Iwanuma      | Préfecture de Miyagi    |
| Tatekoshi         | 館腰         | 337,9                      | | Natori       | Préfecture de Miyagi    |
| Natori            | 名取         | 341,4                      | Sendai Airport Transit : Aéroport de Sendai                                                                             | Natori       | Préfecture de Miyagi    |
| Minami-Sendai     | 南仙台       | 344,1                      | | Sendai       | Préfecture de Miyagi    |
| Taishidō          | 太子堂       | 346,3                      | | Sendai       | Préfecture de Miyagi    |
| Nagamachi         | 長町         | 347,3                      | Métro de Sendai : Namboku                                                                                               | Sendai       | Préfecture de Miyagi    |
| Sendai            | 仙台         | 351,8                      | JR East : Akita Shinkansen, Tōhoku Shinkansen, Jōban, Senzan, Senseki Métro de Sendai : Namboku, Tōzai                  | Sendai       | Préfecture de Miyagi    |

#### Sendai - Morioka
| Gare             | Nom japonais | Distance depuis Tokyo (km) | Correspondances                                                                                  | Localisation | Localisation         |
| ---------------- | ------------ | -------------------------- | ------------------------------------------------------------------------------------------------ | ------------ | -------------------- |
| Sendai           | 仙台         | 351,8                      | JR East : Tōhoku Shinkansen, Jōban, Senzan, Senseki Métro de Sendai: Namboku, Tōzai              | Sendai       | Préfecture de Miyagi |
| Higashi-Sendai   | 東仙台       | 355,8                      |                                                                                                  | Sendai       | Préfecture de Miyagi |
| Iwakiri          | 岩切         | 359,9                      | Branche de Rifu                                                                                  | Sendai       | Préfecture de Miyagi |
| Rikuzen-Sannō    | 陸前山王     | 362,2                      |                                                                                                  | Tagajō       | Préfecture de Miyagi |
| Kokufu-Tagajō    | 国府多賀城   | 363,5                      |                                                                                                  | Tagajō       | Préfecture de Miyagi |
| Shiogama         | 塩釜         | 365,2                      | JR East : Senseki-Tōhoku (interconnexion)                                                        | Shiogama     | Préfecture de Miyagi |
| Matsushima       | 松島         | 375,2                      |                                                                                                  | Matsushima   | Préfecture de Miyagi |
| Atago (ja)       | 愛宕         | 377,2                      |                                                                                                  | Matsushima   | Préfecture de Miyagi |
| Shinainuma       | 品井沼       | 381,6                      |                                                                                                  | Matsushima   | Préfecture de Miyagi |
| Kashimadai       | 鹿島台       | 386,6                      |                                                                                                  | Ōsaki        | Préfecture de Miyagi |
| Matsuyama-Machi  | 松山町       | 391,5                      |                                                                                                  | Ōsaki        | Préfecture de Miyagi |
| Kogota           | 小牛田       | 395,0                      | JR East : Rikuu Est, Ishinomaki                                                                  | Misato       | Préfecture de Miyagi |
| Tajiri           | 田尻         | 401,1                      |                                                                                                  | Ōsaki        | Préfecture de Miyagi |
| Semine           | 瀬峰         | 407,8                      |                                                                                                  | Kurihara     | Préfecture de Miyagi |
| Umegasawa        | 梅ヶ沢       | 411,5                      |                                                                                                  | Tome         | Préfecture de Miyagi |
| Nitta            | 新田         | 416,2                      |                                                                                                  | Tome         | Préfecture de Miyagi |
| Ishikoshi        | 石越         | 423.5                      |                                                                                                  | Tome         | Préfecture de Miyagi |
| Yushima          | 油島         | 427,0                      |                                                                                                  | Ichinoseki   | Préfecture d'Iwate   |
| Hanaizumi        | 花泉         | 431,2                      |                                                                                                  | Ichinoseki   | Préfecture d'Iwate   |
| Shimizuhara      | 清水原       | 434,4                      |                                                                                                  | Ichinoseki   | Préfecture d'Iwate   |
| Arikabe          | 有壁         | 437,8                      |                                                                                                  | Kurihara     | Préfecture de Miyagi |
| Ichinoseki       | 一ノ関       | 445,1                      | JR East : Tōhoku Shinkansen, Ōfunato                                                             | Ichinoseki   | Prefecture d'Iwate   |
| Yamanome         | 山ノ目       | 448,0                      |                                                                                                  | Ichinoseki   | Prefecture d'Iwate   |
| Hiraizumi        | 平泉         | 452,3                      |                                                                                                  | Hiraizumi    | Prefecture d'Iwate   |
| Maesawa          | 前沢         | 459,9                      |                                                                                                  | Ōshū         | Prefecture d'Iwate   |
| Rikuchū-Orii     | 陸中折居     | 465,1                      |                                                                                                  | Ōshū         | Prefecture d'Iwate   |
| Mizusawa         | 水沢         | 470,1                      |                                                                                                  | Ōshū         | Prefecture d'Iwate   |
| Kanegasaki       | 金ヶ崎       | 477,7                      |                                                                                                  | Kanegasaki   | Prefecture d'Iwate   |
| Rokuhara         | 六原         | 481,1                      |                                                                                                  | Kanegasaki   | Prefecture d'Iwate   |
| Kitakami         | 北上         | 487,5                      | JR East : Tōhoku Shinkansen, Kitakami                                                            | Kitakami     | Prefecture d'Iwate   |
| Murasakino       | 村崎野       | 492,2                      |                                                                                                  | Kitakami     | Prefecture d'Iwate   |
| Hanamaki         | 花巻         | 500,0                      | JR East : Kamaishi                                                                               | Hanamaki     | Prefecture d'Iwate   |
| Hanamaki Airport | 花巻空港     | 505,7                      |                                                                                                  | Hanamaki     | Prefecture d'Iwate   |
| Ishidoriya       | 石鳥谷       | 511,4                      |                                                                                                  | Hanamaki     | Prefecture d'Iwate   |
| Hizume           | 日詰         | 516,8                      |                                                                                                  | Shiwa        | Prefecture d'Iwate   |
| Shiwachūō        | 紫波中央     | 518,6                      |                                                                                                  | Shiwa        | Prefecture d'Iwate   |
| Furudate         | 古館         | 521,5                      |                                                                                                  | Shiwa        | Prefecture d'Iwate   |
| Yahaba           | 矢幅         | 525,1                      |                                                                                                  | Yahaba       | Prefecture d'Iwate   |
| Iwate-Iioka      | 岩手飯岡     | 529,6                      |                                                                                                  | Morioka      | Prefecture d'Iwate   |
| Senbokuchō       | 仙北町       | 533,5                      |                                                                                                  | Morioka      | Prefecture d'Iwate   |
| Morioka          | 盛岡         | 535,3                      | JR East : Tōhoku Shinkansen, Akita, Yamada, Tazawako Iwate Galaxy Railway : Iwate Galaxy Railway | Morioka      | Prefecture d'Iwate   |

#### Branche de Rifu
| Gare      | Nom japonais | Distance depuis Iwakiri (km) | Correspondances  | Localisation | Localisation         |
| --------- | ------------ | ---------------------------- | ---------------- | ------------ | -------------------- |
| Iwakiri   | 岩切         | 0                            | Ligne principale | Sendai       | Préfecture de Miyagi |
| Shin-Rifu | 新利府       | 2,5                          |                  | Rifu         | Préfecture de Miyagi |
| Rifu      | 利府         | 4,2                          |                  | Rifu         | Préfecture de Miyagi |

## Matériel roulant
Partie Tokyo - Kuroiso

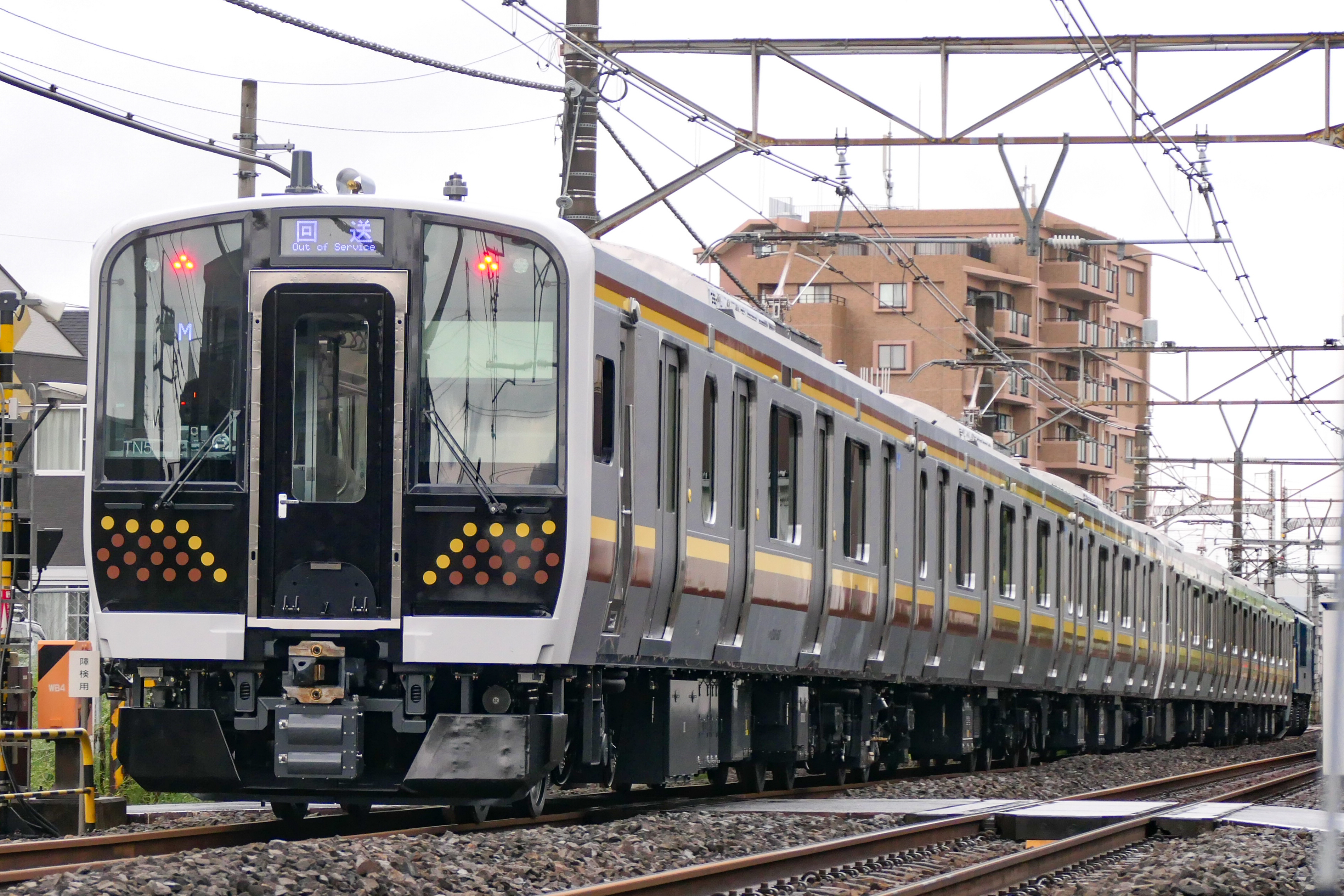
JR East série E131 (services interconnectés avec la ligne Nikkō)
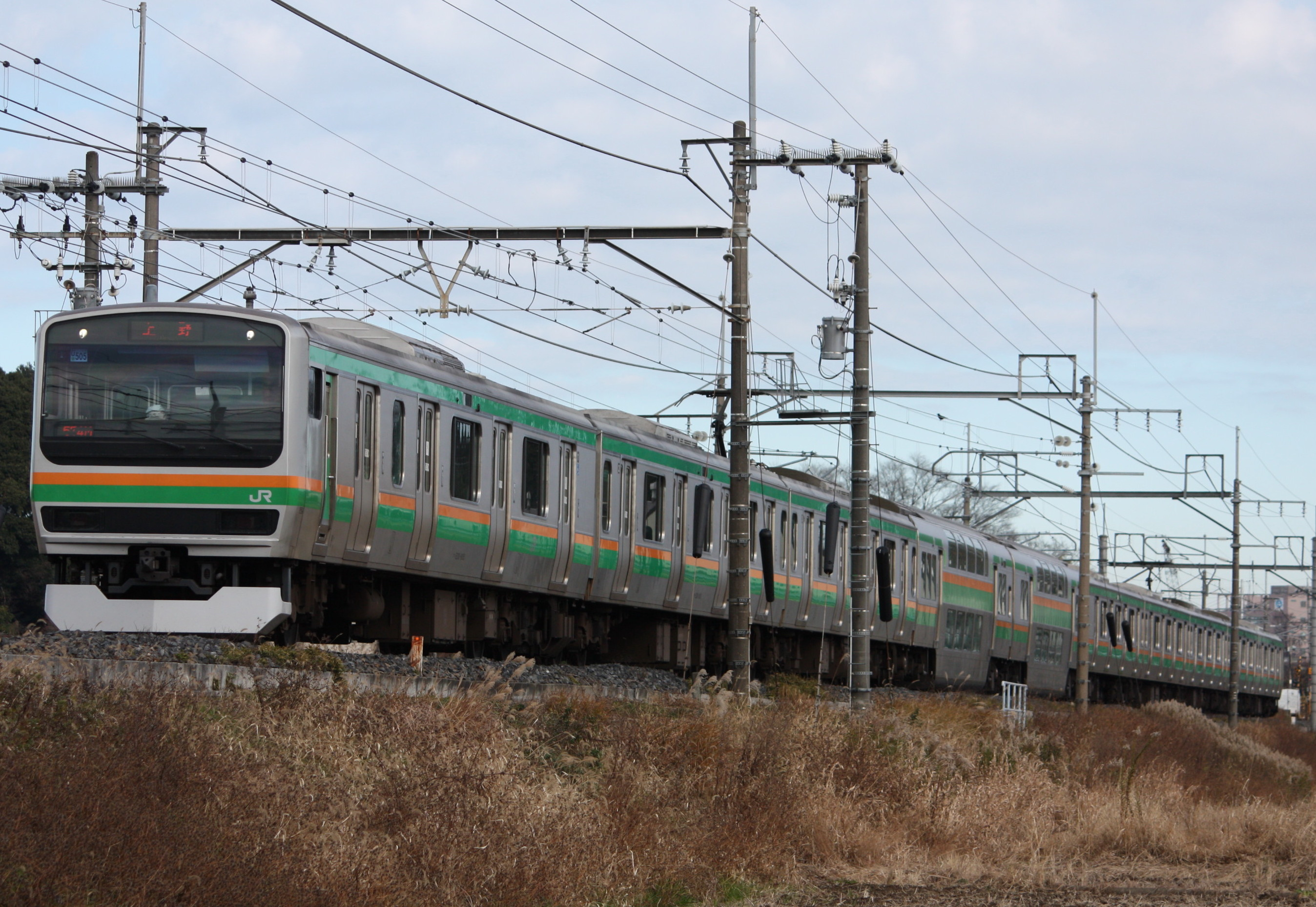
JR East série E231
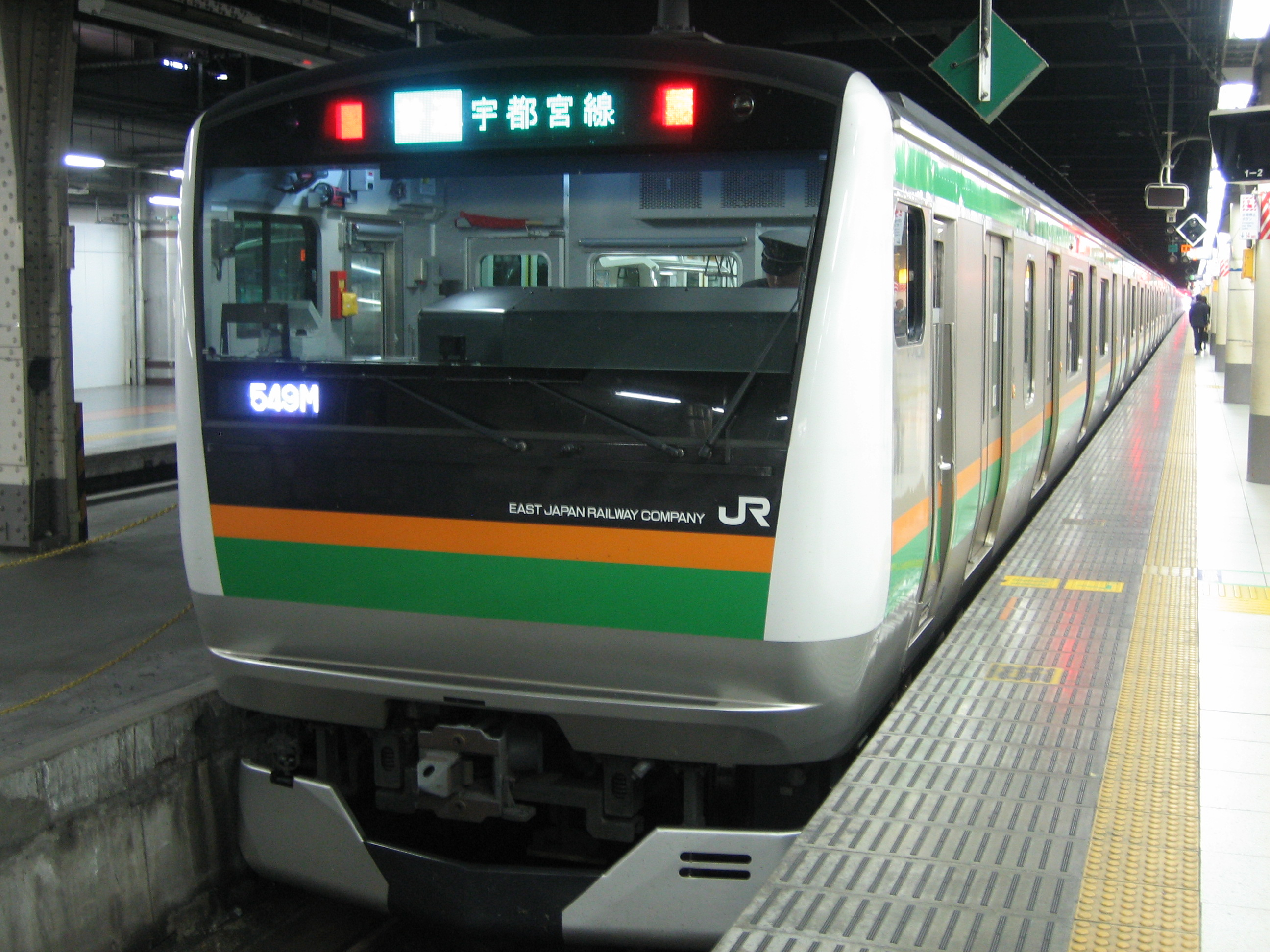
JR East série E233
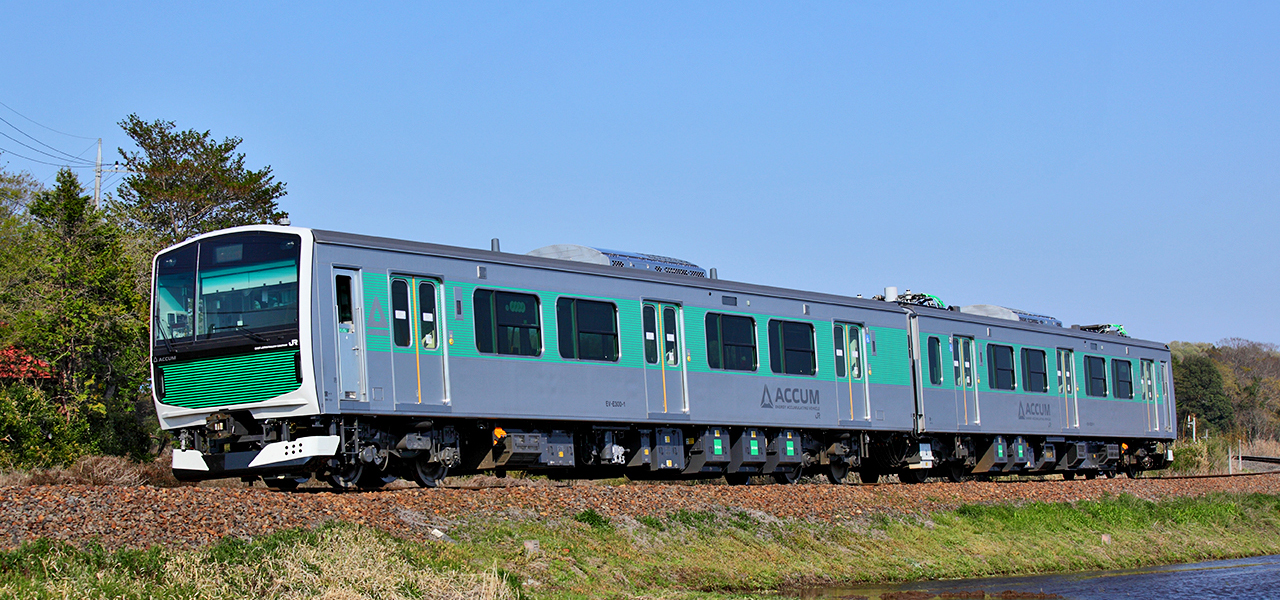
JR East série EV-E301 (services interconnectés avec la ligne Karasuyama)

Partie Kuroiso - Shin-Furukawa

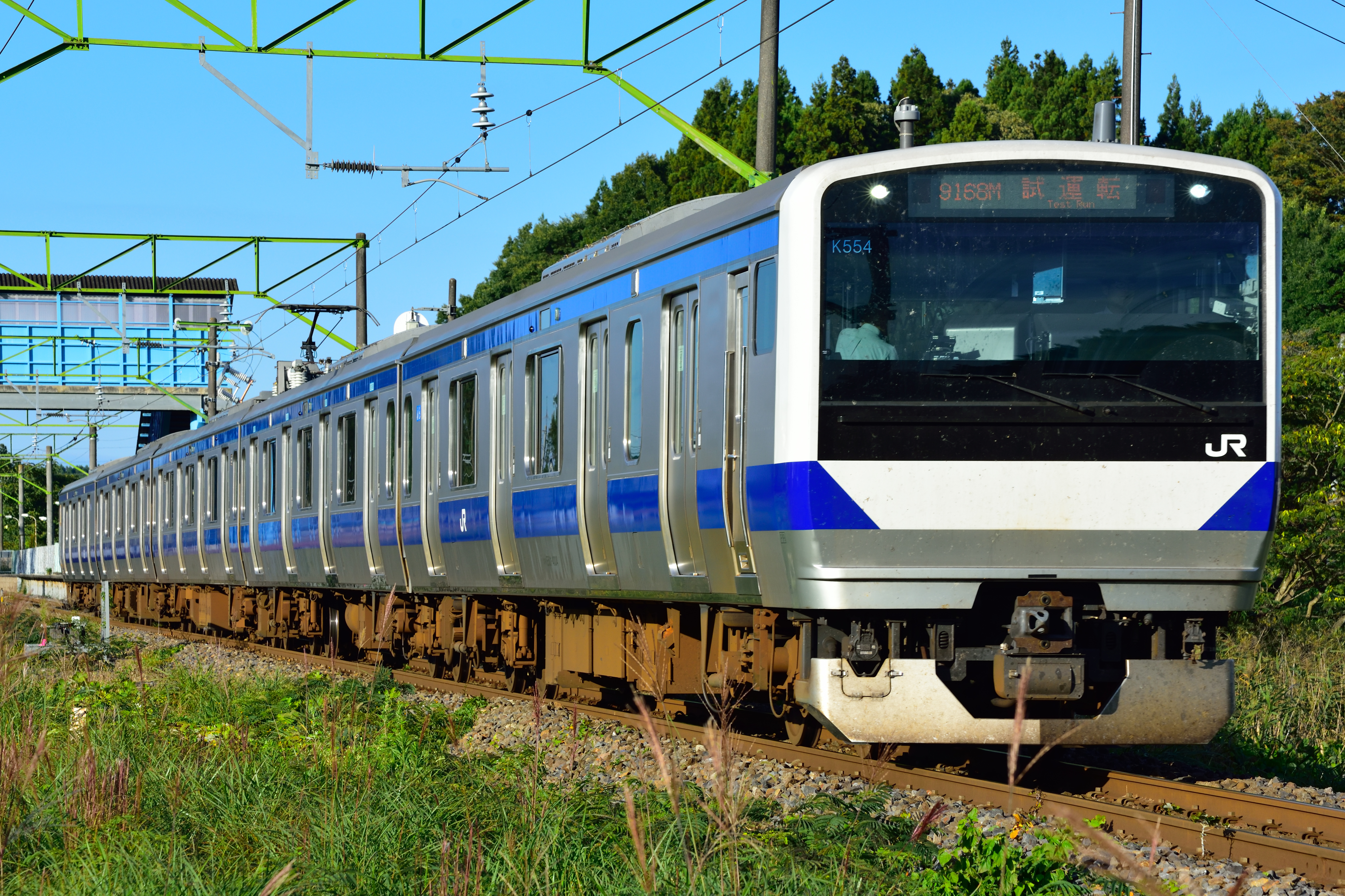
JR East série E531

Partie Shin-Furukawa - Ichinoseki

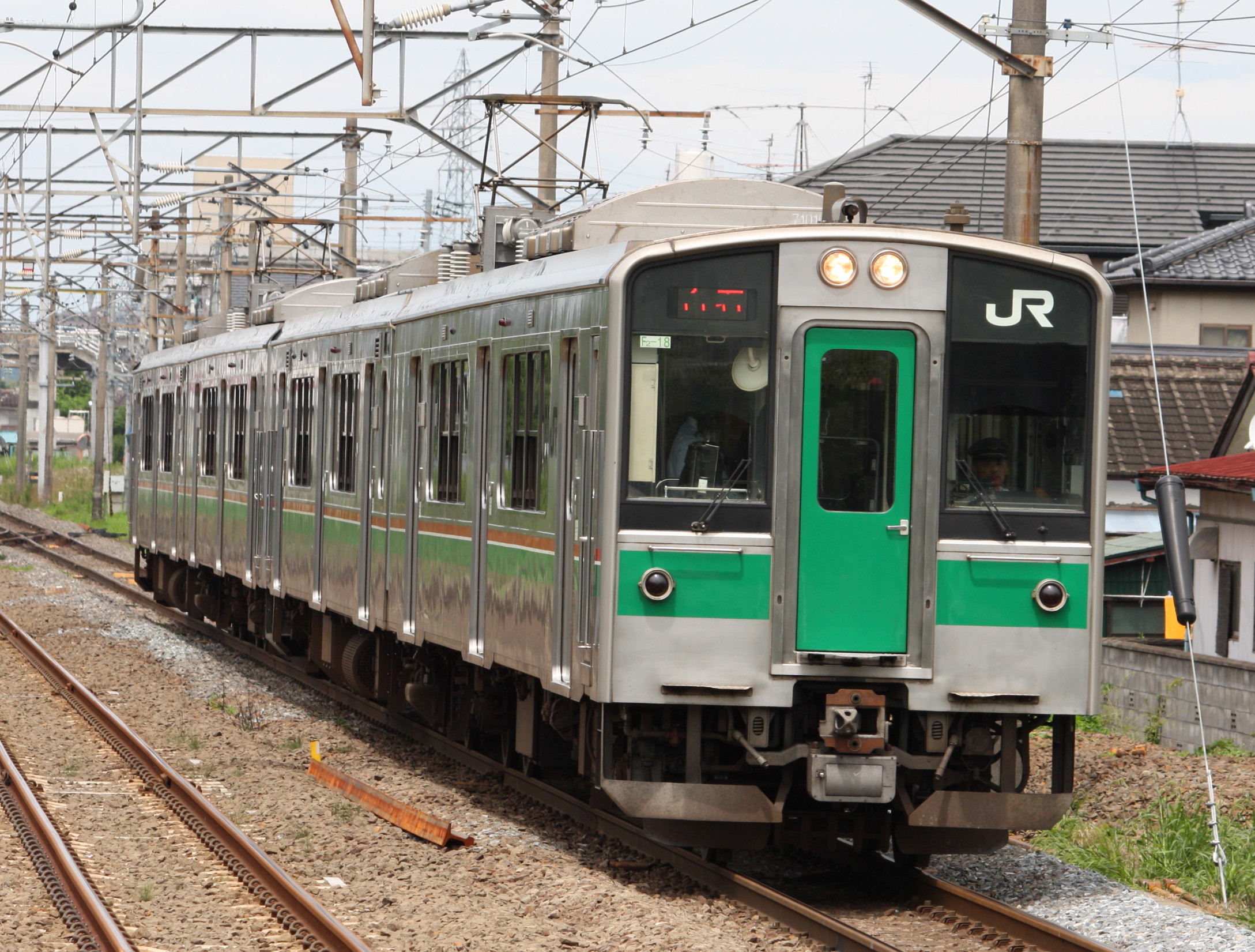
JR East série 701
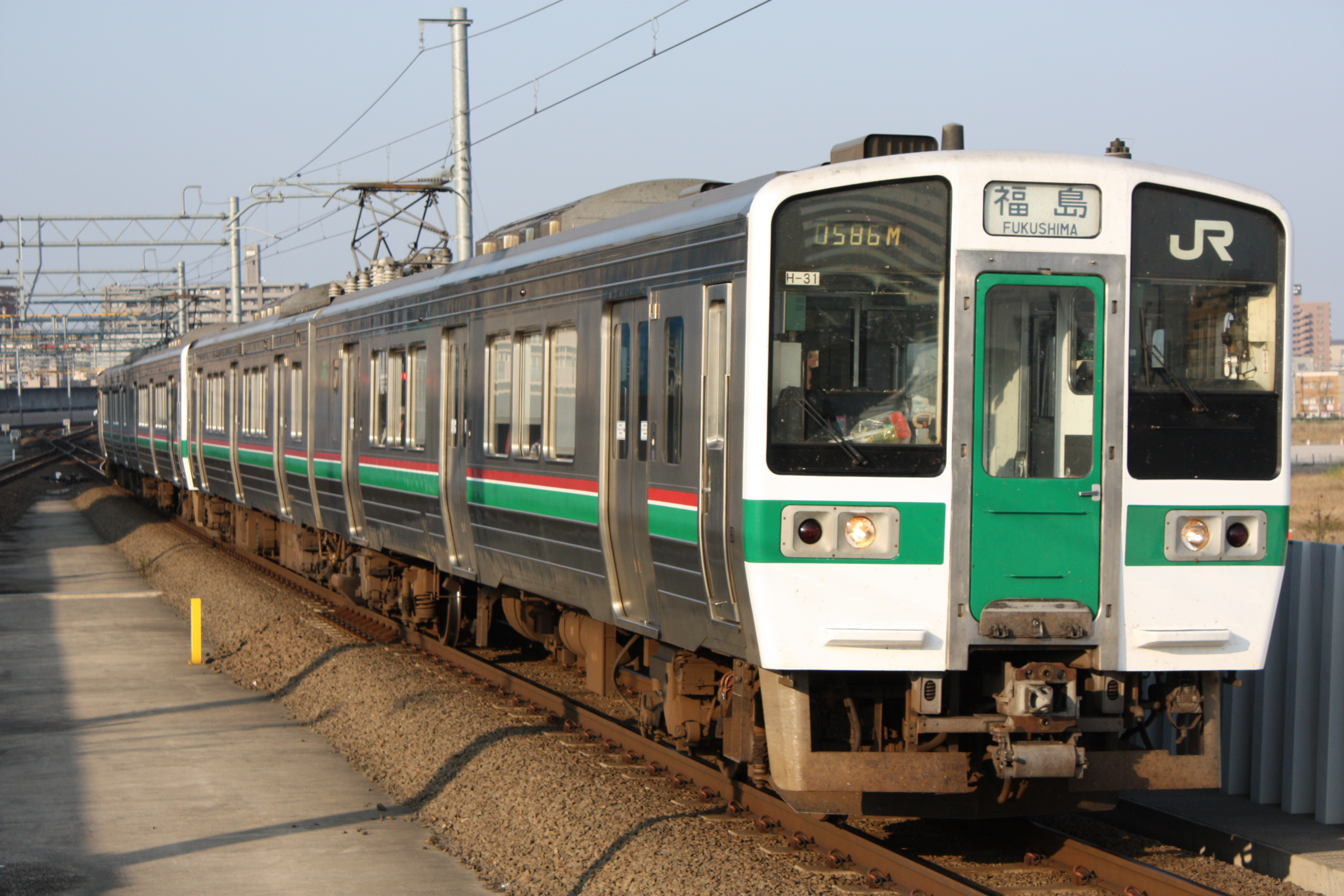
JR East série 719
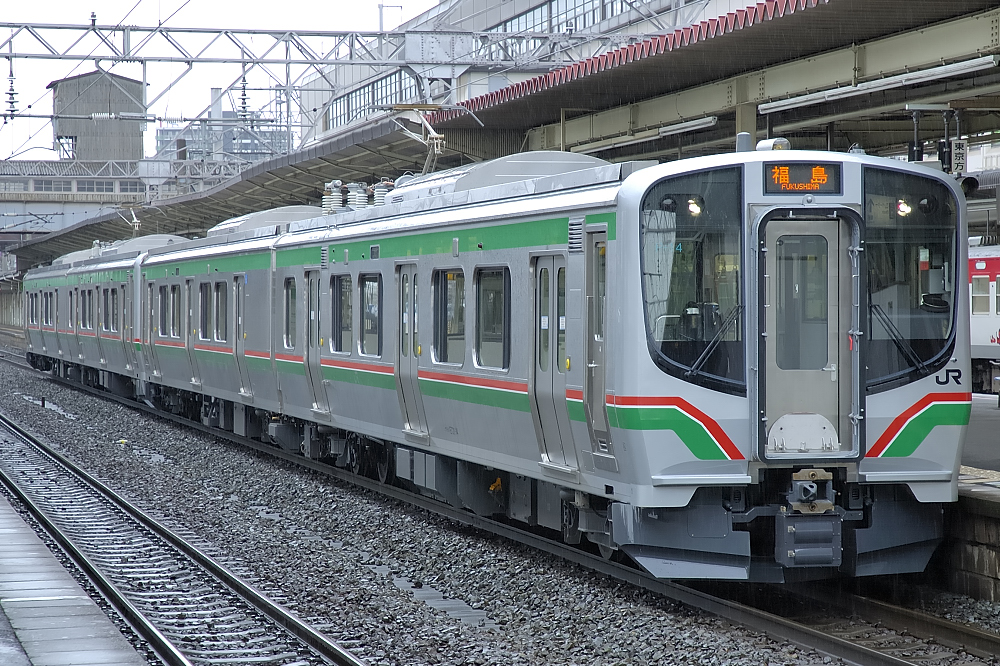
JR East série E721
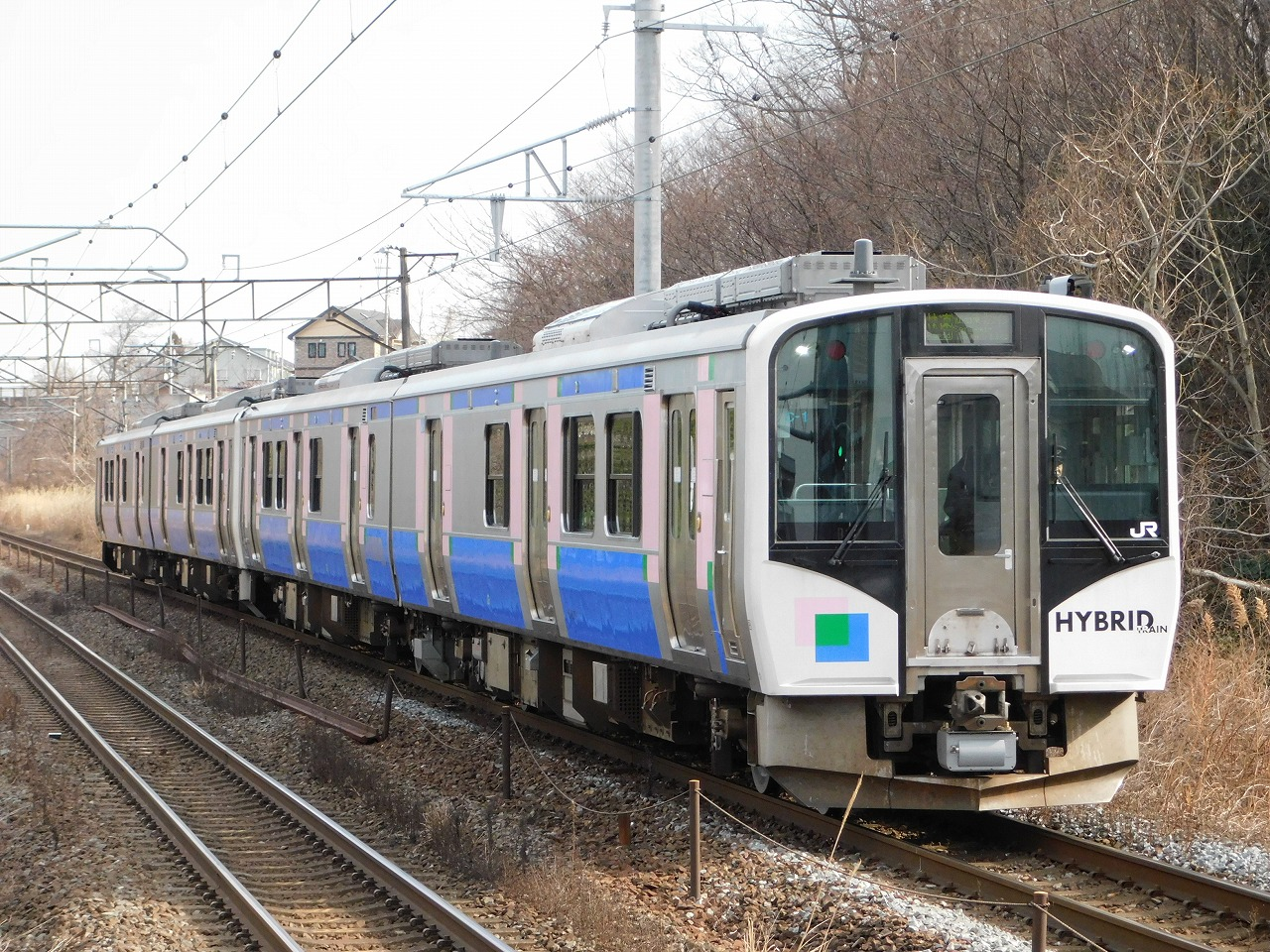
JR East série HB-E210 (services interconnectés avec la ligne Senseki-Tōhoku)
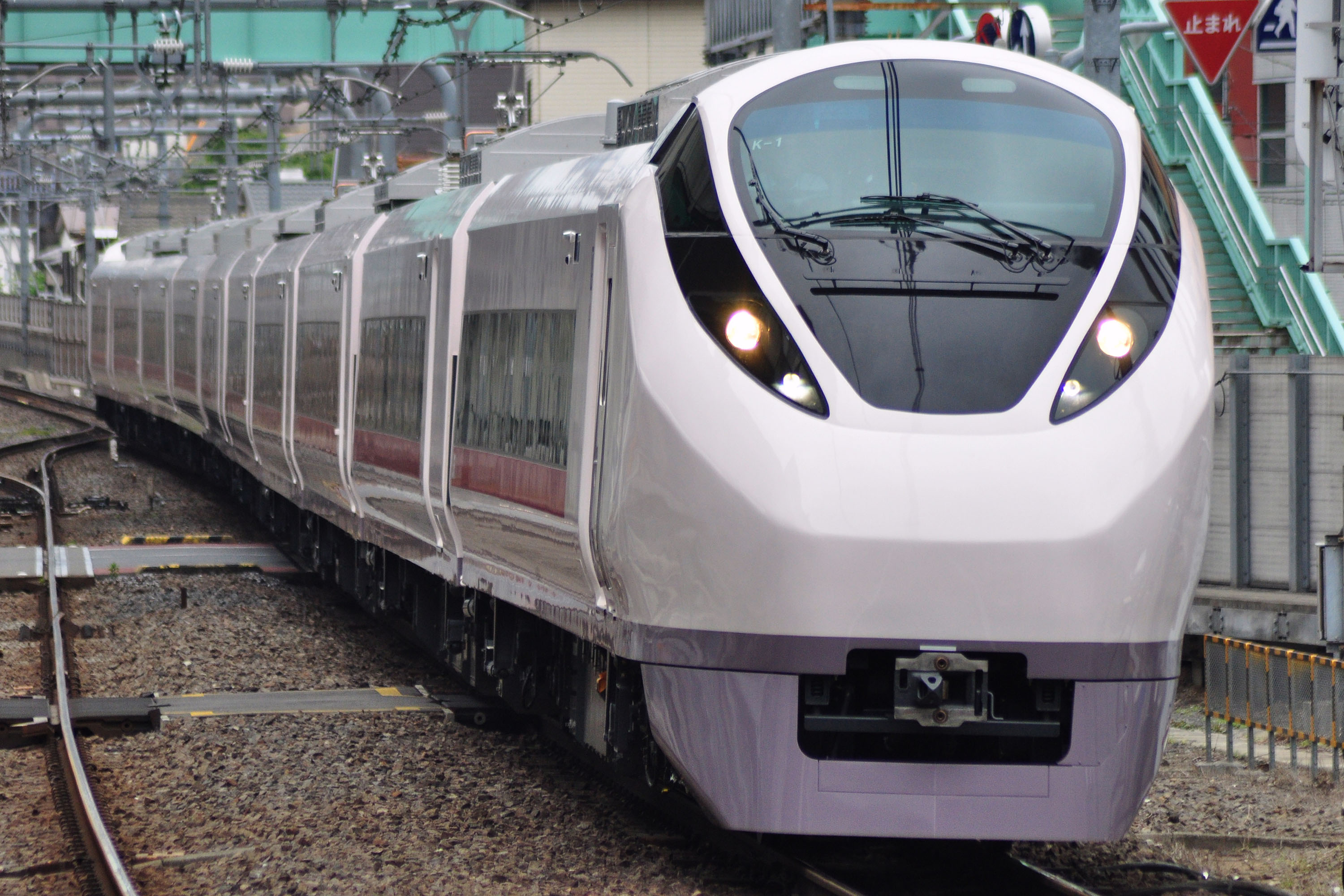
JR East série E657 (services interconnectés avec la ligne Jōban)
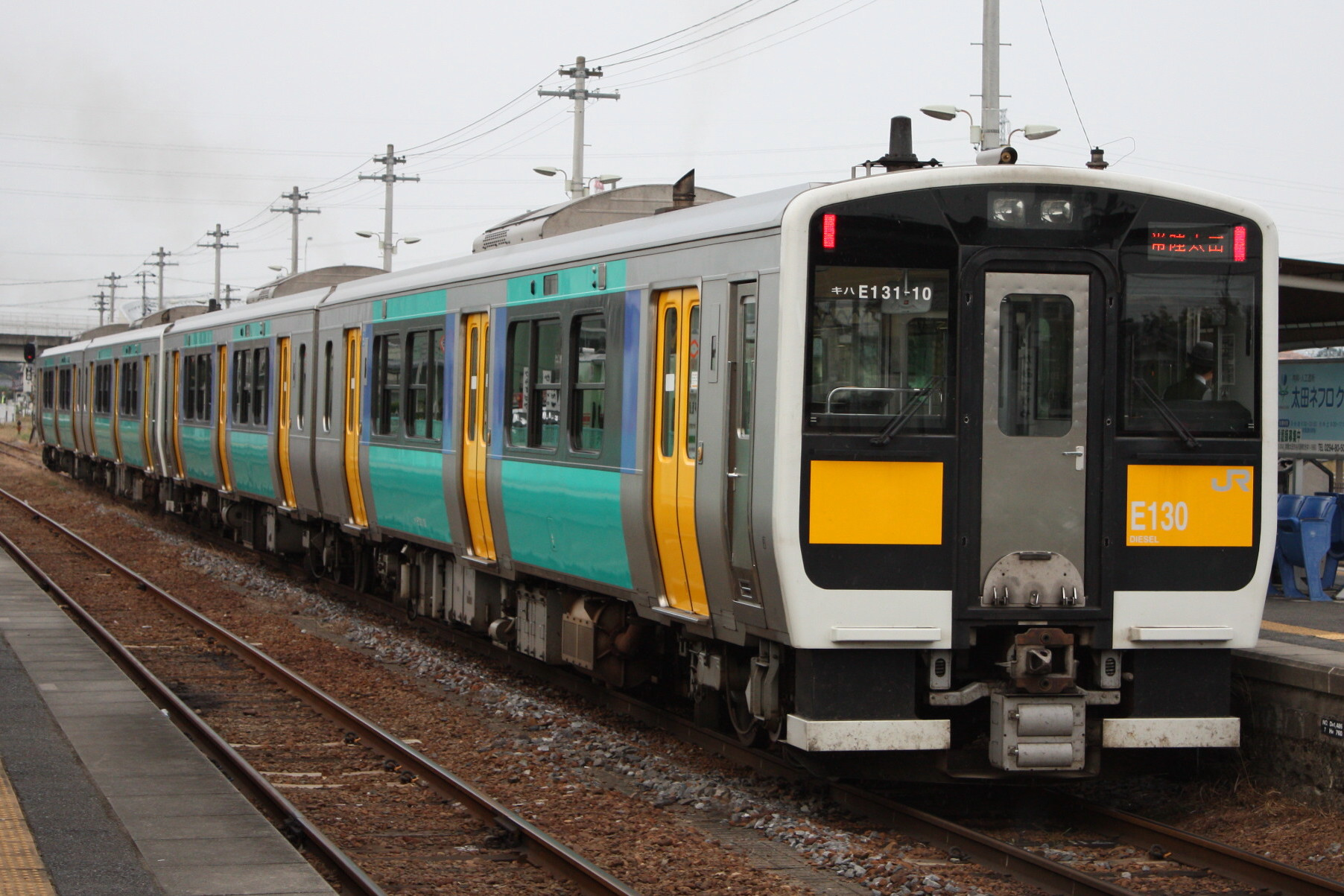
JR East série KiHa E130 (services interconnectés avec la ligne Suigun)
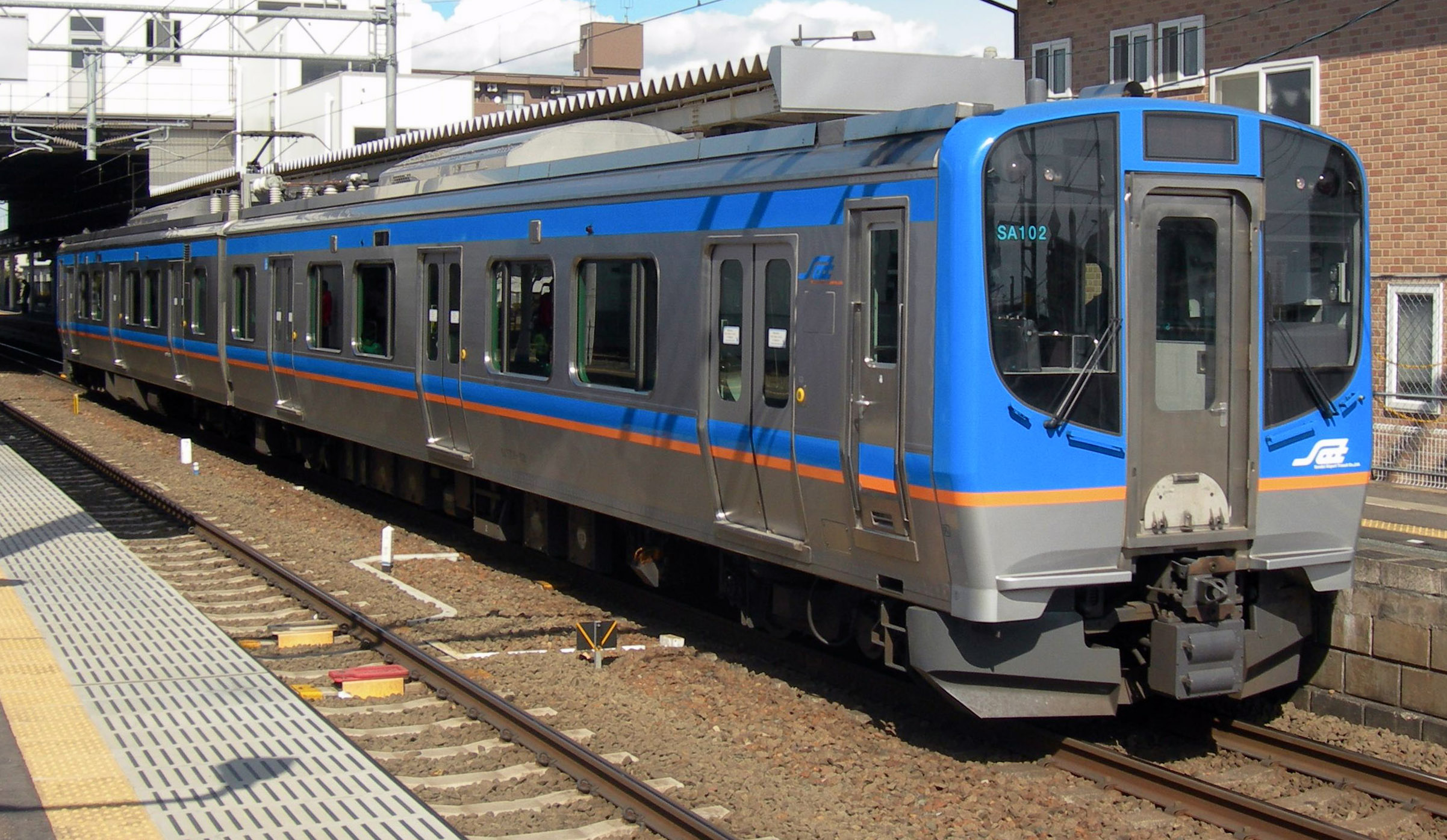
Sendai Airport Transit série SAT721 (services interconnectés avec la ligne Sendai Airport Access)

Partie Ichinoseki - Morioka

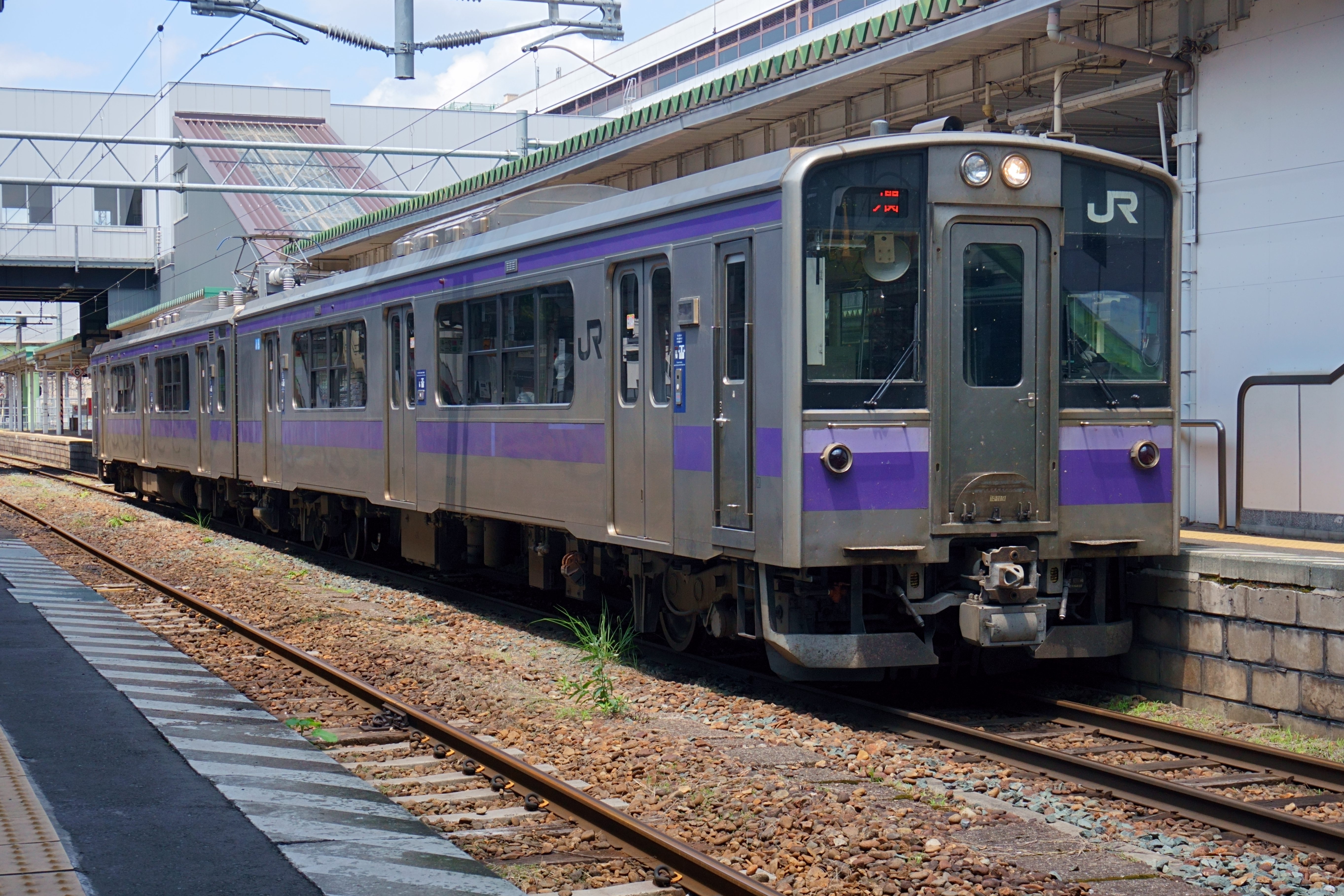
JR East série 701
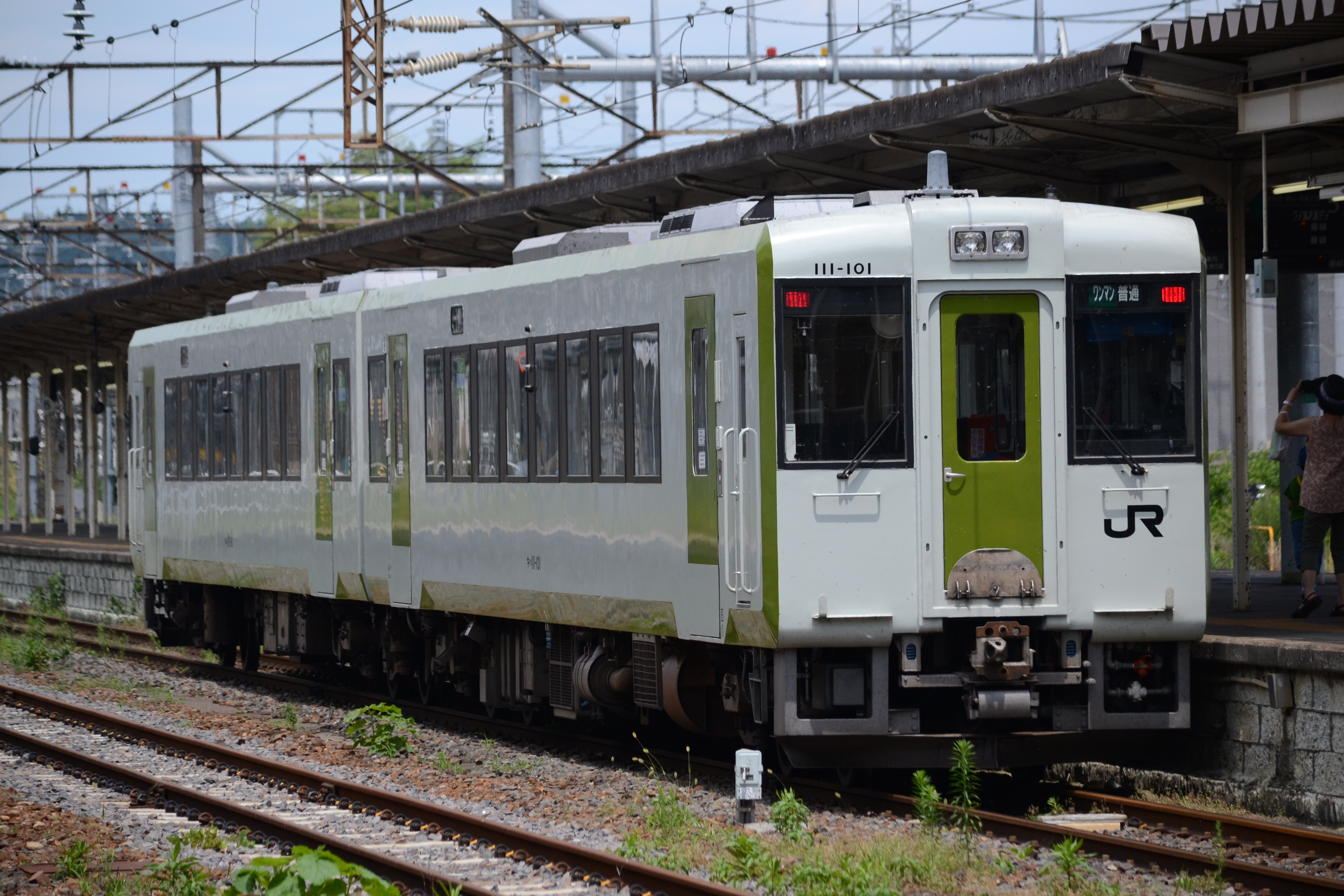
JR East série KiHa 110
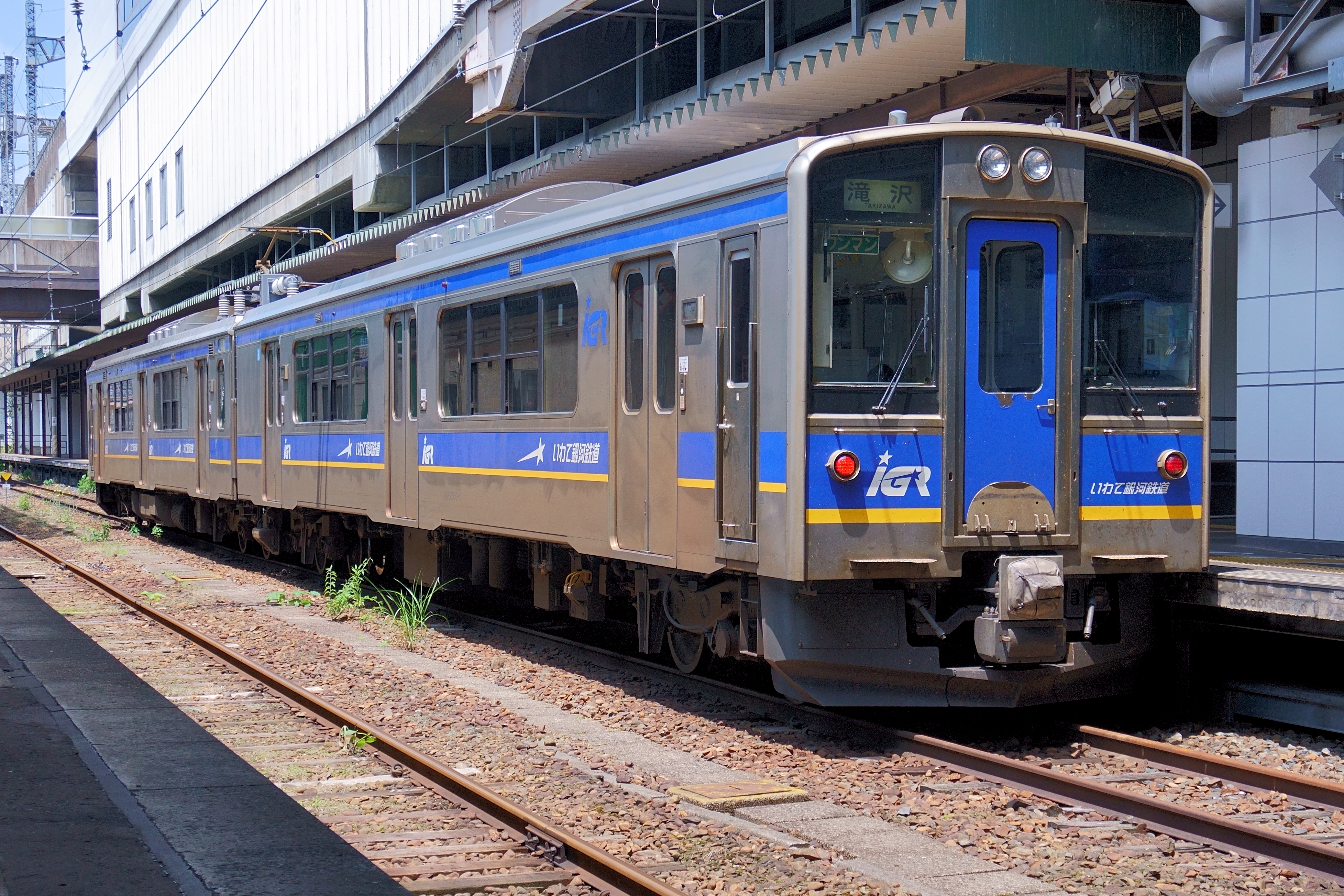
Iwate Galaxy Railway série IGR7000 (services interconnectés avec la ligne Iwate Galaxy Railway)